# Tillsammans är man mindre ensam (film)
Tillsammans är man mindre ensam är en fransk långfilm från 2007. Filmen bygger på Anna Gavaldas roman med samma namn. 

## Handling
Handlingen utspelas i Paris under ett års tid och kretsar kring fyra människor vars vägar korsas. Camille har tagit avstånd från sin överklassbakgrund och tagit jobb som städerska. I samma hus som hennes kalla lilla vindsrum ligger, bor Philibert. Han är en intellektuell aristokrat med stort komplex för sin svåra stamning som bor ensam i en stor våning som tillhör hans familj. Hans inneboende Franck är en snygg men butter kvinnokarl som hyser stor kärlek till sin mormor Paulette. Tillsammans upplever de sorger och motgångar, men även sann vänskap och kärlek. Sakta men säkert börjar de att krypa ut ur sina skal och inser sanningen i att ensam inte är stark.

## Medverkande
- Audrey Tautou - Camille Fauque
- Guillaume Canet - Franck Lestafier
- Laurent Stocker - Philibert Marquet de La Durbellière
- Françoise Bertin - Paulette Lestafier, Francks mormor